# San Zeno (Treviso)
San Zeno è un sobborgo di Treviso.
Occupa un'area completamente urbanizzata a sud del centro storico, delimitata a nord e a ovest dai binari della Venezia-Udine, mentre a sud è in continuità con il quartiere San Lazzaro. Praticamente nel mezzo transita il Terraglio (Strada statale 13 Pontebbana) che successivamente, superata la ferrovia mediante un cavalcavia, confluisce nella circonvallazione del centro storico.
La stazione di Treviso Centrale si trova appena oltre la linea ed è quindi facilmente raggiungibile mediante un sottopasso pedonale.

## Storia
Il toponimo si lega ad un antico convento-ospedale di benedettini dipendenti dall'abbazia di San Zeno di Verona. Giunti qui nei primi anni dopo il Mille, ospitarono per un periodo delle agostiniane prima che queste si trasferissero nel monastero di San Paolo.
Del complesso restano ora alcuni resti nel giardino al civico 10 della strada di San Zeno.

## Monumenti e luoghi d'interesse

### Parrocchiale di San Zeno
Nonostante l'intitolazione, questo edificio sacro non ha nulla a che vedere con il vecchio monastero: fu infatti ultimato negli anni 1960 su un terreno più a occidente.
Inizialmente doveva rappresentare la nuova parrocchiale di San Martino Urbano, essendo quest'ultima chiesa andata distrutta durante il bombardamento del 1944. In seguito San Martino fu ricostruita sul luogo originario e nel 1957 San Zeno divenne a sua volta parrocchia.
L'edificio ha orientamento nord-sud. La facciata, rivolta a meridione, presenta mattoni facci a vista ed è coronata da due paramenti diagonali; al centro si apre una grande vetrata istoriata. L'ingresso è introdotto da una pensilina in calcestruzzo sorretta da quattro pilastri inclinati. L'interno è a navata unica, con l'abside rettangolare. È presente anche un piano interrato dove si trova una cripta e alcuni locali di servizio.